# Loretto (Minnesota)
Loretto es una ciudad ubicada en el condado de Hennepin en el estado estadounidense de Minnesota. En el Censo de 2010 tenía una población de 650 habitantes y una densidad poblacional de 868,4 personas por km².

## Geografía
Loretto se encuentra ubicada en las coordenadas 45°3′17″N 93°38′6″O / 45.05472, -93.63500. Según la Oficina del Censo de los Estados Unidos, Loretto tiene una superficie total de 0.75 km², de la cual 0.75 km² corresponden a tierra firme y (0%) 0 km² es agua.

## Demografía
Según el censo de 2010, había 650 personas residiendo en Loretto. La densidad de población era de 868,4 hab./km². De los 650 habitantes, Loretto estaba compuesto por el 98.62% blancos, el 0.31% eran afroamericanos, el 0% eran amerindios, el 0% eran asiáticos, el 0% eran isleños del Pacífico, el 0.31% eran de otras razas y el 0.77% pertenecían a dos o más razas. Del total de la población el 1.23% eran hispanos o latinos de cualquier raza.